# フォーエバー・ロマンス
『フォーエバー・ロマンス』は、岡村孝子の通算17枚目のシングル。1993年6月9日発売。発売元はファンハウス（現・ソニー・ミュージックレーベルズ）。

## 解説
表題曲は、日本テレビ系『皇太子様・雅子様ご成婚スペシャル』のテーマソングに使用された。岡村曰く「恋に酔いながら書いた」。シングル・バージョンとアルバム・バージョンがある。大きな違いはないが、最後のサビの部分がアルバム・バージョンの方が長くなっている。当シングルと同一ミックスは公式アルバムに収録されていない。
ファンクラブ限定で公開されたビデオには、歌詞の異なるヴァージョンが少しだけ収録されている（公式「長い夢の彼方でも」→原曲「長い夢から覚めても」）。
カップリング曲は、8枚目のアルバム『mistral』（1992年6月20日発売）に収録された「MARIAGE」。同じくウェディングをテーマにした曲ゆえ、採用されたと思われる。
タイトルはフランス語（英語の同義語はRが一つ多い）。

## 収録曲
1. フォーエバー・ロマンス（5:17）
  - 作詞・作曲: 岡村孝子、編曲: 田代修二
  - 日本テレビ系『皇太子様・雅子様ご成婚スペシャル』のテーマソング
2. MARIAGE（5:47）
  - 作詞・作曲: 岡村孝子、編曲: 萩田光雄[2]
3. フォーエバー・ロマンス 〜Original Karaoke〜

## 楽曲の収録作品
- フォーエバー・ロマンス
  - ※アルバム未収録
- フォーエバー・ロマンス （Album Version）
  - 満天の星（9枚目のアルバム）
  - 夢見る頃を過ぎても
  - DO MY BEST
  - TOY BOX
- フォーエバー・ロマンス （Remix）
  - After Tone III
- MARIAGE 
  - mistral（8枚目のアルバム）
- MARIAGE （Remix）
  - After Tone III